# Daïmon (revue)
Daïmon est une revue littéraire française fondée en 2018 par Raluca Belandry, qui en assure également la direction éditoriale. Elle se donne pour ambition de « cristalliser une expérience littéraire commune », à travers un dialogue entre textes contemporains et enjeux existentiels et esthétiques. Revue indépendante et exigeante, Daïmon privilégie une approche oblique de la littérature, mêlant fiction, essai et formes singulières.
La revue est une publication indépendante, diffusée en librairie par Hachette, et imprimée en France par LSF. Elle publie deux numéros par an : thématique et hors série.

## Historique
Le premier numéro paraît en 2018. La revue se distingue par la diversité de ses contributeurs et par une esthétique soignée, autant dans le fond que dans la forme. Elle est remarquée dès ses débuts dans des blogs et médias littéraires spécialisés.
Daïmon est saluée par la Revue des Deux Mondes, et par Le Littéraire pour sa capacité à incarner une certaine idée de la singularité littéraire contemporaine. Elle organise et participe à plusieurs événements littéraires et fait l’objet d’émissions ou de rencontres publiques,.
La revue a publié des textes d’écrivains tels que Aymeric Patricot, Emmanuel Echivard, Gilles Plazy, Thierry Gillyboeuf, Pierre Cendors, Maxime Rovère, Arno Bertina, Belinda Cannone, Laurent LD Bonnet, Loïc Barrière, entre autres. Elle a été illustrée par des artistes comme Hsin-Yun Tsai, Cédric Merland ou Cécile A. Holdban.
A l'intérieur de la revue Daïmon, la Compagnie de la fiction propose un espace d'écriture créative et de débat.

## Raluca Belandry
Raluca Belandry est écrivaine, éditrice et directrice de la revue Daïmon. Avocate de formation, elle est également traductrice et professeure de droit. Elle développe une réflexion critique sur la place de l'imaginaire, le langage et l'altérité. Son engagement en faveur de voix littéraires atypiques et formes d'écriture hybrides s'incarne dans la ligne éditoriale de *Daïmon*, qu'elle conçoit comme un lieu de rencontre de la fiction avec la contemporanéité. Elle a dirigé plusieurs dossiers thématiques de la revue, accordant une grande importance à la transversalité entre arts visuels, philosophie et littérature avec la préoccupation de se relier à un héritage littéraire cosmopolite.

## Numéros parus

### Numéros annuels
1. L'Ailleuriste : Thomas Pourchayre (2018)
2. Nous tombâmes : Raphaël Sarlin-Joly (2018)
3. Folie du présent : Thibault Ulysse Comte (2019)
4. Albums : Guylaine Monnier (2019)
5. RévoltEes : Collectif (2020)
6. Aux évadés : Laurent LD Bonnet (2021)
7. Mars 2222 : Collectif (2022)
8. Fantaisies – Étrangetés – Espiègleries : Collectif (2023)
9. Parmi les ruines, leurs amours : Collectif (2024)
10. Le train du temps s'est arrêté en gare inconnue : Collectif (2025)

### Numéros hors série
1. Partances – D. H. Lawrence
2. L'appel du Phénix – D. H. Lawrence
3. Lueurs – Virginia Woolf
4. Un court voyage – Katherine Mansfield

## Auteurs publiés
Parmi les auteurs publiés, certains sont des contributeurs réguliers (classés par prénom) :
- Alexis Audren
- Arta Seiti
- Alain Gérardot Paveglio
- Alexandre Jordeczki
- Amaury Da Cunha
- Annabelle Seban
- Arisse Brown
- Arno Bertina
- Aymeric Patricot
- Baptiste Dericquebourg
- Belinda Cannone
- Charles Roux
- Christian Viguié
- Denis Ferdinande
- Denis Moscovici
- Dimitri Sandler
- Elena Miraglia Lambert
- Emmanuel Échivard
- Étienne Beaulieu
- Frédéric Aribit
- Frédéric Rivella
- Gilles Plazy
- Guylaine Monnier
- Hélène Dessalas
- Henriette Levillain
- Hervé Micolet
- Joseph Soletier
- Laurent LD Bonnet
- Loïc Barrière
- Lydia Padellec
- Manon Amandio
- Marianne Desrozier
- Mathieu Dayras
- Maxime Rovère
- Olivier Hervé
- Olivier Maillart
- Pierre Cendors
- Pierre Troullier
- Raluca Belandry
- Raphaël Sarlin-Joly
- Rémi de Raphélis
- Thibault Ulysse Comte
- Thierry Gillybœuf
- Thomas Pourchayre
- Thomas Spok